# Вэгван
Вэгван — также исторический термин, который относился к японским поселениям в Пусане, Ульсане и Чинхэ. Затем это значение слова стало относиться только к Пусану.
Вэгван — местность, в которой находится правительство уезда Чхильгок, провинция Кёнсан-Пукто, Южная Корея. Включает себя в основном уездный город Вэгван. Расположен на обеих берегах реки Нактонган, между двумя берегами налажено железнодорожное, автомобильное и пешеходное сообщение.
В Вэгване располагается американская военная база Кэмп Кэррол.

## История

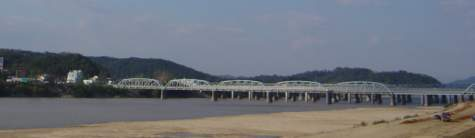
Железнодорожный мост Вэгван через Нактонган в Вэгване.

Название «Вэгван» буквально означает «японский дом», что является признаком того, что городок был перевалочным пунктом японских торговцев во время династии Чосон.
Летом 1939 года корейские и японские студенты из Педагогического училища Тэгу (теперь педагогический колледж Университета Кёнпхук) были посланы в Вэгван на работы по строительству железной дороги, после чего 26 июля произошла демонстрация, известная как «инцидент в Вэгване» (кор. 왜관사건), во время которой корейские студенты протестовали против неравноправного положения японских и корейских студентов. Во время демонстрации 7 студентов были арестованы и исключены из училища.
Во время первой фазы Корейской войны в августе и сентябре 1950 года местность в Вэгване была ареной ожесточённых боёв. Теперь в городе находится несколько памятников войскам южной коалиции.
Пытаясь остановить наступление северокорейской армии, американские силы 3 августа взорвали железнодорожный мост Вэгван, по которому в тот момент проходило несколько сотен беженцев. Этот инцидент произошёл по приказу генерал-майора Роберта Гея, принявшего колонну беженцев за переодетых солдат армии КНДР. В 90-х годах мост был построен заново и теперь он предназначен для пешеходного движения.
Это было не единственным военным преступлением, произошедшим в Вэгване. 17 августа 1950 года отступавшая северокорейская армия расстреляла сорок американских военнопленных на высоте близ города. Пятеро пленных спаслось.